# Krane le guerrier
Krane le guerrier est une série de bande dessinée de science-fiction française réalisée par Jean-Pierre Gourmelen (scénario) et Lionel Bret (dessinateur), publiée pour la première fois en 1982 dans Charlie Mensuel et éditée en album en octobre 1982 par Dargaud dans la collection « Histoires fantastiques ».
Dès 1986, Marco Patrito remplace le dessinateur en tant que coloriste pour le second album paru en octobre 1986 chez le même éditeur et le troisième, en mars 1993 chez Soleil Productions dans la collection « Soleil de nuit ».

## Description

### Synopsis
Ancien soldat de la guerre de 4975, Krane refuse une mission demandée par un équipage : il préfère être tranquille et, de plus, attend sa fille. Cette dernière est morte assassinée par un pirate. Krane, furieux, décide de la venger en acceptant la mission proposée…

### Personnages
- Krane, un ancien soldat de la guerre de 4975.
- Callager, un pirate qui a assassiné la fille de Krane.

## Analyse
Après la première parution de l’album Krane le guerrier en 1982, Lionel Bret abandonne la série pour devenir illustrateur à plein temps notamment pour le magazine Science et Vie. Il est alors remplacé par l’Italien Marco Patrito pour parfaire les deux derniers albums entre 1986 et 1993,.
Le départ de Lionel Bret retire cependant l’esthétique originelle de la série dont le design change complètement entre les mains de Marco Patrito. D'un dessin aux lignes et aux détails structurés, magnifiant l'aspect technologique des objets futuristes imaginés dans la série par Pierre Gourmelen, on passe à une conception trop éthérée des objets et de l'univers dans lequel les héros évoluent. On peut reprocher alors l'abandon de la série par un illustrateur et louer l'effort du second pour que vive l’œuvre de Pierre Gourmelen.
Ce qui donne à réfléchir sur l'impact des illustrateurs dans la matérialisation des scénarios et révèle un dictat en progression lourde de conséquence, dans la bande dessinée sur le propriétaire de l’œuvre, représenté par le scénariste.Une œuvre de bande dessinée ne peut qu'être le fruit de la rencontre fusionnelle entre deux esprits. Et non le jouet d'illustrateurs délicats, en quête de changement de statu...

## Publications

### Revues
- Charlie Mensuel no 1 à 6[1], du 1er avril au 1er septembre 1982[4]
- Pilote & Charlie no 1 à 4[5], du 1er mars au 1er juin 1986[6]

### Albums
- 1 Krane le guerrier, Dargaud, « Histoires fantastiques », octobre 1982
Scénario : Jean-Pierre Gourmelen - Dessin : Lionel Bret - (ISBN 2-205-01917-1)
- 2 Le Complot androïde, Dargaud, « Histoires fantastiques », octobre 1986
Scénario : Jean-Pierre Gourmelen - Dessin et couleurs : Marco Patrito - (ISBN 2-205-02866-9)
- 3 Le Septième Galaxie, Soleil Productions, « Soleil de nuit », mars 1993
Scénario : Jean-Pierre Gourmelen - Dessin et couleurs : Marco Patrito - (ISBN 2-87764-153-8)